# ヤーコフ・スヴェルドロフ
ヤーコフ・ミハイロヴィチ・スヴェルドロフ（ロシア語: Я́ков Миха́йлович Свердло́в、ラテン文字表記の例：Yakov Mikhaylovich Sverdlov、1885年6月3日〈ユリウス暦5月22日〉 - 1919年3月16日）は、ロシアの革命家、政治家。ユダヤ系ロシア人。
ソビエト政権の初期に全ロシア中央執行委員会議長（後のソビエト連邦最高会議幹部会議長）を務めた。

## 生涯

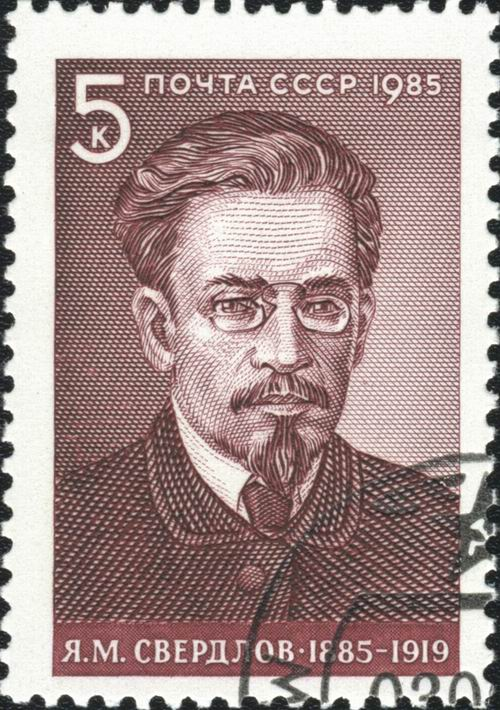
生誕100年を記念するソ連切手(1985年)

1885年、ニジニ・ノヴゴロドにてユダヤ系の家庭に生まれる。父は版画工房を経営していた。スヴェルドロフは中学校を中退して薬屋で働いた。1902年ロシア社会民主労働党に入党する。ロシア社会民主労働党がボリシェビキとメンシェビキに分裂すると、ボリシェビキ側に付いてレーニンを支える。たびたびデモに参加して官憲に逮捕された。
1905年の第一次ロシア革命では、ウラル地方の中心都市エカテリンブルクで社会民主労働党委員会の責任者として革命運動を推進した。1906年6月に逮捕され、流刑となる。刑期は3年であったが脱走し、サンクトペテルブルクに戻って新聞の発行に参加した。1910年に再逮捕され、翌1911年4年間の流刑を宣告される。再び脱走を試みるも失敗した。党中央委員、ロシア・ビューロー局員に欠席のまま選出される。その後、東シベリアに移された。
1917年の二月革命後、ペトログラードに戻り、党中央委員に選出、5月には中央委員会書記となる。十月革命ではペトログラード軍事革命委員会に参加し、計画の際に重要な役割を果たしたほか、皇帝ニコライ2世とその家族の処刑を指揮した。同年11月には全ロシア中央執行委員会の議長に選出される。なお、同議長職は正確な意味での国家元首ではないが、ソビエト国家の事実上の国家元首と見なされることが多い。
1918年、ボリシェビキが憲法制定議会を武力によって強制的に解散し、議会政治の終焉に関与した。また、党幹部の間に反対が多かったブレスト＝リトフスク条約に対しては、レーニンに従って条約調印に賛成した。スヴェルドロフはレーニンに忠実で、中央執行委員会を始め、各段階のソビエトを党中央委員会、ひいてはレーニンの意志に従って運営した。政府の政策は党中央委員会の政策であることを強調し、農村からの食糧の強制徴発や赤色テロルの問題でもレーニンに同調し、摘発に抵抗する農民に武力を行使することと、反革命に対して容赦ない赤色テロルで応えることを主張するなど、きわめて厳しい態度を一貫させた。7月、中執委附属煽動・宣伝コースの開設を主導。1919年、ロシア共産党（ボリシェビキ派）組織局員に選出される。
1919年3月16日、オリョールで流行していたインフルエンザ（「スペイン風邪」）に罹り、死去した。
1924年、エカテリンブルク市はスヴェルドロフを記念して「スヴェルドロフスク」と改名された。しかし、1991年8月のクーデター失敗に伴い、旧名に復した。同市のある州の名称は現在もスヴェルドロフスク州のままである（レーニンの名を冠したレニングラードがソ連崩壊と時を同じくして旧名のサンクトペテルブルクに戻されたのに対して、同市が所在する州の名称がレニングラード州のままであるのと好一対である）。

## 逸話
レフ・トロツキーによれば、スヴェルドロフは、常に帽子から長靴に至るまで、全身革づくめの服装で歩き回っていた。このスヴェルドロフの服装が共産党員たちの間に広まって、革の服が共産党員の「制服」となり、反対派が彼らを"leatherites"と呼ぶようになったという。1924年に制作されたソ連最初のSF映画「アエリータ」においても、革コートを着て革のハンチングをかぶる主人公の妻の革服姿が、当時の共産党員をあらわすステレオタイプとして使われた。